# Can Tallada (Bordils)
Can Tallada és un edifici residencial a Bordils (el Gironès) de planta rectangular, desenvolupat en planta baixa, dos pisos i coberta de teula a dues vessants. Les obertures de la façana de llevant de la planta baixa estan emmarcades per carreus i guardapols de pedra. Les façanes són arrebossades, imitant a la façana principal l'especejament de la pedra i acabades amb cornisa sobre mènsules decoratives.
A la façana de ponent apareix una gran galeria desenvolupada en dues plantes i terrassa superior. Les obertures tenen forma d'arc de mig punt i les baranes són calades en el primer pis i la terrassa. Els forats de la planta baixa estan tancats amb fusteria i vidre. És de destacar en el pati de llevant un molí de vent de ferro col·locat sobre un construcció d'estil neo-àrab que li fa de basament.